# Ross McCall
Ross McCall (født 13. januar 1976 i Port Glasgow i Skotland) er en skotsk skuespiller, som er mest kendt for sin rolle som Clp. Joseph Leibgott i HBO-miniserien Band of Brothers og Matthew Keller i White Collar.

## Tidlige liv
Ross McCall blev født den 13. januar 1976 i Skotland. Da han blev lidt ældre flyttede han og hans familie til England. Da han var 10 begyndte han at interessere sig for skuespil. Da han var yngre spillede han med i forskellige teaterstykker. 

## Privatliv
Privat var han i 2008 forlovet med skuespillerinden Jennifer Love Hewitt, som han havde mødt da de skulle optage Ghost Whisperer sammen i 2006. Han var med i episoden "Friendly Neighborhood Ghost", som er nummer 13 i sæson 1. De gik senere fra hinanden.

## Filmografi
- 1992: Waterland – Terry
- 1992: The Borrowers –  Ilrick
- 1993: Return of the Borrowers – Ilrick
- 1998: My summer with Des
- 2003: Lethal Dose – Gary
- 2004: The polar Express
- 2004: Nature Unleashed: Fire – Marcus
- 2004: EMR – Derek
- 2005: The Snake King – Timothy
- 2005: Submerged – Plowden
- 2005: Green street hooligans – Dave
- 2005: Call of Duty 2
- 2007: Trade Routes – Tim Knight
- 2008: Autopsy – Jude
- 2008: Knuckledraggers – Ethan
- 2009: Green street hooligans 2 – Dave

### Tv
- 2001: Band of Brothers – Cpl. Joseph Liebgott
- 2005: Bones: The girl in the fridge – Scott Costello Icon
- 2005: CSI:NY: Youngblood – Mike Adams
- 2006: Ghost Whisperer: Friendly Neighborhood Ghost – Todd
- 2008: The Man – Paul
- 2008: Crash – Kenny
- 2009: White Collar – Matthew Keller